# Eremocharis tripartita
Eremocharis tripartita là một loài thực vật có hoa trong họ Hoa tán. Loài này được Mathias & Constance mô tả khoa học đầu tiên.